# Constantin Coandă
Constantin Coandă (Craiova, 4 marzo 1857 – Bucarest, 30 settembre 1932) è stato un politico e generale rumeno, che, durante la prima guerra mondiale, ricoprì brevemente la carica di Primo Ministro e di Ministro degli Affari Esteri della Romania dal 24 ottobre al 29 novembre 1918.

## Biografia
Da soldato raggiunse il grado di generale dell'esercito rumeno e, più tardi, divenne professore di matematica presso la Scuola Nazionale di ponti e strade di Bucarest.
Dopo la fine della guerra partecipò alla firma del Trattato di Neuilly tra le forze alleate e la Bulgaria e ricoprì la carica di Presidente del Senato rumeno (che, all'epoca, rappresentava il Partito del Popolo di Alexandru Averescu).
L'8 dicembre 1920, durante il suo mandato, fu gravemente ferito da una bomba fatta esplodere dal terrorista Max Goldstein.

## Vita privata
Tra i suoi sette figli c'era Henri Coandă, lo scopritore dell'effetto aerodinamico che porta il suo nome: (effetto Coandă)